# Square Diderot
Le square Diderot est un parc urbain au sud de Saint-Denis, dans le quartier de La Plaine Saint-Denis.

## Présentation
D'une superficie de 1,4 hectare, il est le plus ancien square de la Plaine. Au cœur de la ZAC Nozal-Front Populaire, il a été rénové en 2014,.
Durant l'hiver 2022-2023, 13 platanes centenaires sont abattus en raison de leur état sanitaire et remplacés par des nouvelles plantations,.
Le parc est bordé par la rue Jamin, la rue Saint-Just et la rue Chaudron. Il jouxte le théâtre de la Belle-Étoile.

## Informations pratiques

### Transports en commun
Le square est desservi par la ligne 12 du métro à la station Front populaire.